# Vima Kadphisès

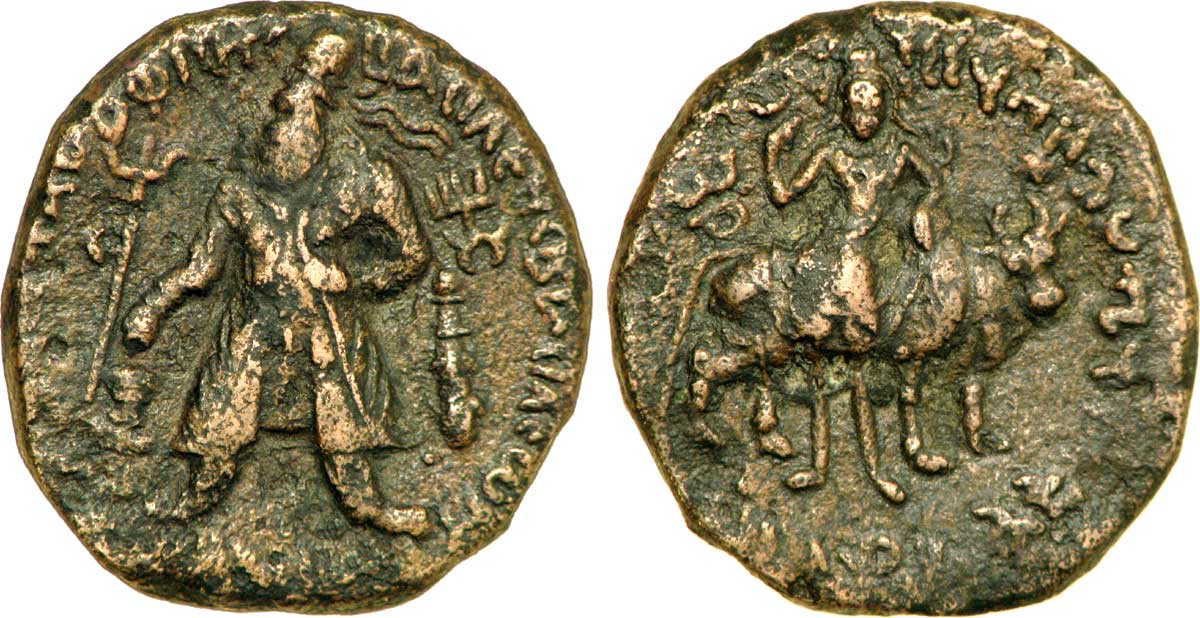
Unité du royaume Koushan à l'effigie de Vima Kadphisès. Date : c. 105-130 Description avers : Le roi debout de face, la tête tournée à gauche, richement vêtu, sacrifiant de la main droite devant un autel et tenant un sceptre de la main gauche ; de chaque côté, un trident à gauche et une massue verticale à droite et la tamgha.
Description revers : Siva debout de face devant un taureau tourné à droite.

Kadphisès II, Vima (ou Wima) Kadphisès (bactrien : Οοημο Καδφισης, Système phonétique de l'époque Han : 阎膏珍 pron. : jiam-kaw-trin), souverain de l'Empire kouchan d'environ 90 à 100. Père de Kanishka Ier.
Il mit en œuvre une vaste réforme monétaire en remplaçant l'ancienne monnaie d'argent (qui ne contenait plus guère de métal précieux) par un bimétallisme bronze/or. Les pièces de bronze, très lourdes, furent frappées par millions et servirent pendant des siècles de monnayage courant de l'Inde du Nord à l'Asie centrale (Ouzbékistan du Sud et Tadjikistan).

## Les accords économiques entre l’Empire kouchan et l’Empire romain
Au début du IIe siècle, mais après la conquête de la Dacie (en 106) l'histoire romaine raconte la visite des ambassadeurs de l'empereur Vima Kadphises de l’Empire kouchan à la cour de Trajan (98-117), portant des cadeaux et des lettres en grec, envoyés par Vima Kadphises. 
On estime que Dacia a contribué avec environ 700 millions de dinars par an à l'économie de l'Empire romain.
La source documentaire la plus importante pour cet empereur est le matériel numismatique. La numismatique commerciale marque la fin du règne de Vima Kadphises en 127.

## Le volume du trésor de Décébale
Dion Cassius, Jérôme Carcopino (p. 73), Jean le Lydien, (d'après les données de Getica (la) de Titus Statilius Crito, dit Criton d'Héraclée) estiment ce trésor à 165 000 kg d'or et 331 000 kg d'argent enfouis sous la rivière Sergetia. Même si les chiffres sont exagérés, la richesse des dépouilles a permis la reprise partielle des finances de l'Empire.

## Les 123 jours de fête sous le règne de Trajan
Sous le règne de Trajan, en 107, 11 000 animaux et 10 000 hommes auraient été impliqués durant 123 jours de fête. Côté technique, 2 000 marins étaient employés pour manœuvrer au-dessus du Colisée l'immense velarium qui donnait de l'ombre aux 55 000 spectateurs. Ceux-ci pouvaient alors admirer à la belle saison, et environ six fois par an, le combat des gladiateurs dont l'âge dépassait rarement 22 ans.

## Galerie

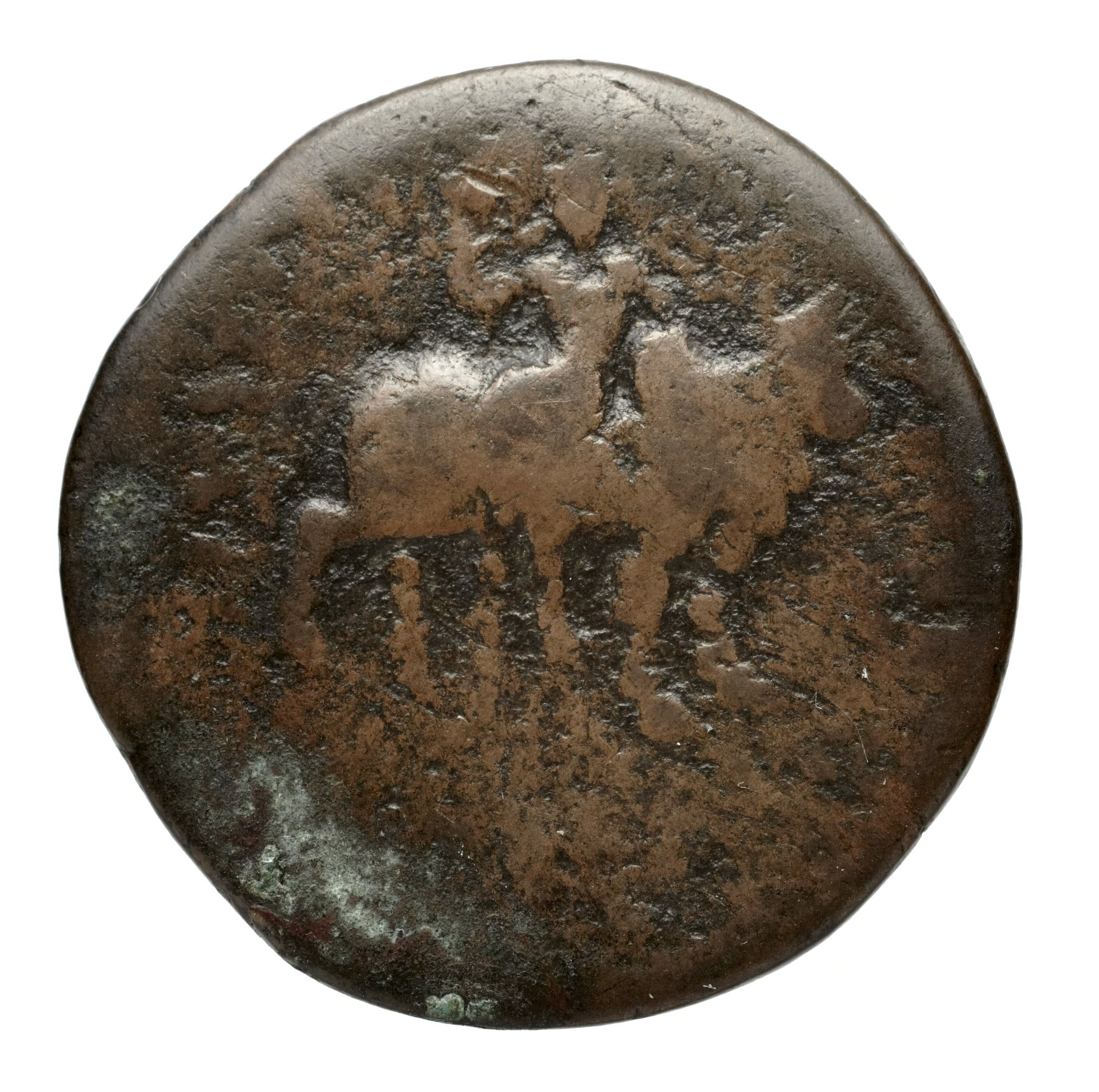
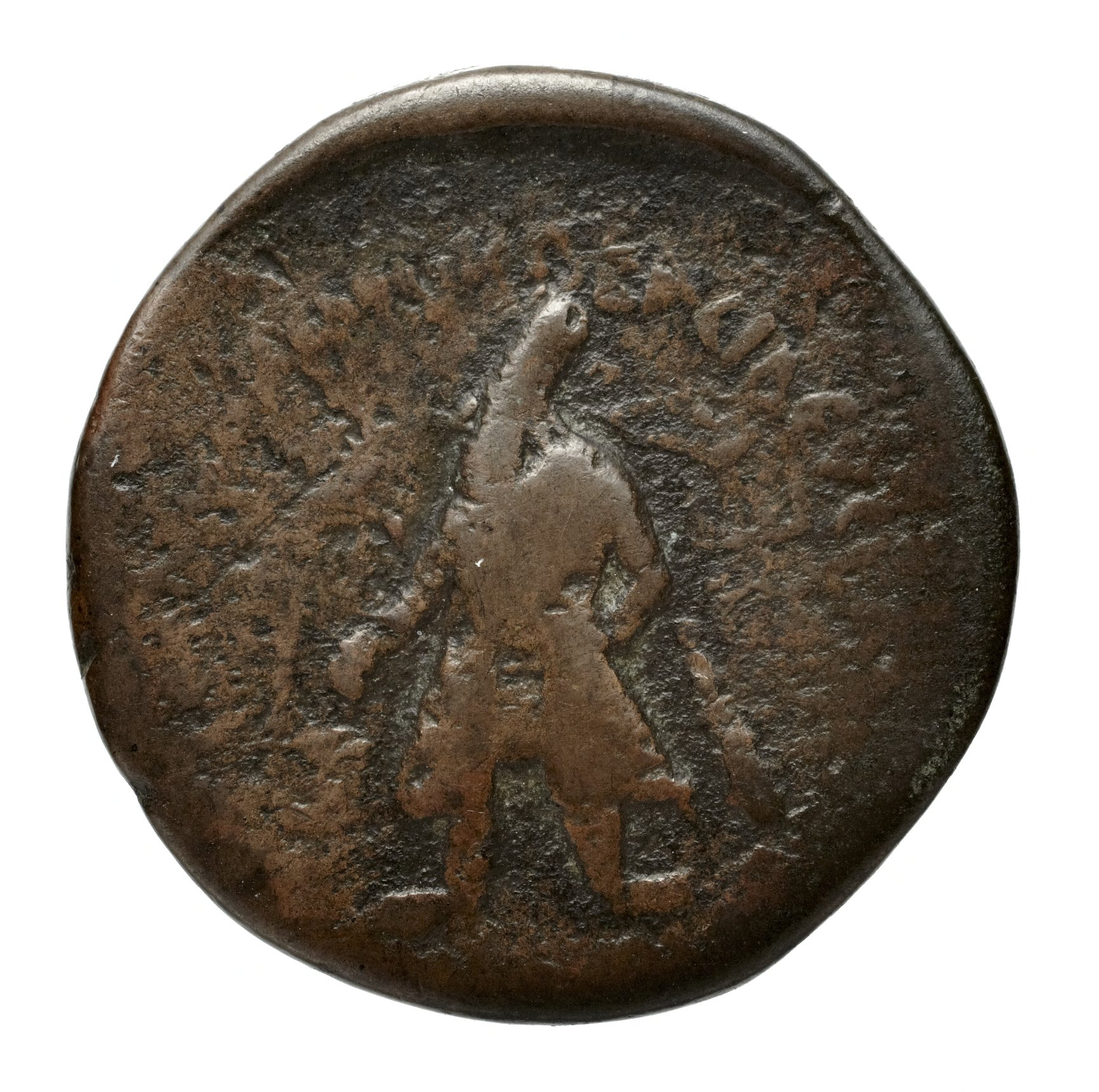